# Selección de hockey sobre hielo de la Unión Soviética
La selección de hockey sobre hielo de la Unión Soviética (en ruso: Сборная СССР по хоккею с шайбой) era el equipo nacional de hockey sobre hielo de la Unión Soviética. El equipo ganó casi todos los campeonatos mundiales y torneos olímpicos entre 1954 y 1991 y nunca dejó de ganar medallas en ningún torneo de la Federación Internacional de Hockey sobre Hielo (IIHF) en el que compitieron.
Después de 1991, el equipo soviético compitió como Equipo Unificado en los Juegos Olímpicos de Invierno de 1992 y como Comunidad de Estados Independientes en el Campeonato Mundial de 1992 . En 1993, fue reemplazado por equipos nacionales de Bielorrusia, Estonia, Kazajistán, Letonia, Lituania, Rusia y Ucrania. La IIHF reconoció a la Federación de Hockey sobre Hielo de Rusia como sucesora de la Federación de Hockey de la Unión Soviética y pasó su clasificación a Rusia. Los otros equipos nacionales de hockey fueron considerados nuevos y enviados a competir en el Grupo C.
El Equipo de Estrellas del Centenario de la IIHF incluyó a cuatro jugadores soviéticos-rusos de un equipo de seis: el portero Vladislav Tretiak, el defensa Vyacheslav Fetisov y los delanteros Valeri Kharlamov y Sergei Makarov, que jugaron para los equipos soviéticos en las décadas de 1970 y 1980, fueron seleccionados para la equipo en 2008.

## Historia

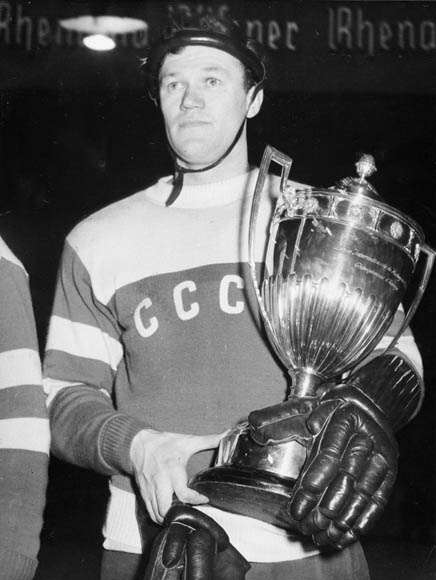
Vsévolod Bobrov durante los Juegos Olímpicos de 1956, la primera aparición de la Unión Soviética en los Juegos Olímpicos.

El hockey sobre hielo no se introdujo correctamente en la Unión Soviética hasta la década de 1940, aunque el bandy, un juego similar que se juega en un campo de hielo más grande, había sido popular durante mucho tiempo en el país. Fue durante una gira por el FC Dinamo Moscú del Reino Unido en 1945 cuando a los funcionarios soviéticos se les ocurrió por primera vez la idea de establecer un programa de hockey sobre hielo. Vieron varios partidos de exhibición en Londres, y el presidente de la National Hockey League, Clarence Campbell, diría más tarde que "Este fue el momento en que los rusos tuvieron la idea de su equipo de hockey. Los futbolistas rusos estaban más interesados en ver a los jugadores canadienses jugar hockey que en fútbol." La liga de campeonato soviéticase estableció en 1946, y el equipo nacional se formó poco después, jugando sus primeros partidos en una serie de exhibiciones contra el LTC Praha en 1948.
Los soviéticos planeaban enviar un equipo al Campeonato Mundial de 1953, pero debido a una lesión de Vsevolod Bobrov, uno de sus jugadores estrella, los funcionarios decidieron no ir. En cambio, debutarían en el Campeonato Mundial de 1954 . En gran parte desconocido para el mundo del hockey en general, el equipo sorprendió a muchos al ganar la medalla de oro, derrotando a Canadá en el juego final.
Los soviéticos realizaron su primera gira de exhibición en Canadá en 1957, lo que perpetuó una rivalidad entre los países. Durante el resto de la década de 1950, los Campeonatos del Mundo se disputaron en gran medida entre Canadá y la Unión Soviética. Eso cambió a principios de la década de 1960. Canadá ganó el oro en 1961 , y después de perderse el torneo de 1962 debido a problemas políticos, los soviéticos ganarían la medalla de oro todos los años hasta 1972. Enfrentaron quizás su mayor sorpresa en el Campeonato Mundial de 1976; en su primer partido contra el anfitrión Polonia, los soviéticos fueron derrotados 6-4.
En 1972, los soviéticos jugaron contra Canadá en una serie de exhibición que vio al equipo nacional soviético jugar contra un equipo compuesto por jugadores de la National Hockey League (NHL) por primera vez. Tanto los Juegos Olímpicos como los Campeonatos Mundiales no permitieron profesionales, por lo que los mejores jugadores canadienses nunca pudieron competir contra los soviéticos, y en protesta por esto, Canadá abandonó el hockey internacional en 1970. Esta serie, conocida como Summit Series, fue una oportunidad para ver cómo les iría a los jugadores de la NHL. En ocho juegos (cuatro en Canadá, cuatro en la URSS), los equipos estuvieron cerca, y hasta los últimos 34 segundos del octavo juego, Canadá ganó la serie, cuatro juegos a tres, con un empate.
En los Juegos Olímpicos de 1980, los soviéticos también tuvieron una de sus derrotas más notables. Jugando contra Estados Unidos en la ronda de medallas, los soviéticos perdieron 4-3. Este partido, más tarde apodado el Milagro sobre hielo, fue notable porque tuvo a los soviéticos, reconocidos como el mejor equipo internacional del mundo, contra un equipo estadounidense compuesto en gran parte por jugadores de nivel universitario. Los estadounidenses continuarían ganando la medalla de oro en el torneo, mientras que los soviéticos terminaron con la plata, solo la segunda vez que no lograron ganar el oro en los Juegos Olímpicos desde su debut en 1956.
Las reformas de la década de 1980 en la Unión Soviética tuvieron un efecto perjudicial en la selección nacional. Sin miedo a hablar en contra de su trato, jugadores como Viacheslav Fetisov e Igor Larionov criticaron abiertamente el estilo de gestión de su entrenador, Viktor Tikhonov, que incluía estar recluido en un cuartel de estilo militar durante once meses al año. También buscaron la oportunidad de mudarse a América del Norte y jugar en la NHL, aunque las autoridades se mostraron reacias a permitirlo. Las negociaciones con la NHL comenzaron a fines de la década de 1980 sobre esto, y en 1989 se permitió a varios jugadores, incluidos Fetisov y Larionov, abandonar la Unión Soviética y unirse a los equipos de la NHL.
Yuri Korolev fue jefe del grupo de investigación del equipo nacional masculino de 1964 a 1992, y contribuyó a que el equipo ganara diecisiete Campeonatos Mundiales de Hockey sobre Hielo y siete medallas de oro en los Juegos Olímpicos de Invierno.
El periodista soviético Vsevolod Kukushkin viajó con la selección nacional como reportero y traductor del inglés al ruso. Tuvo acceso al vestuario del equipo y la oportunidad de hablar directamente con los jugadores y ser parte de su vida diaria. En su libro de 2016 The Red Machine , Kukushkin informó que el apodo del equipo nacional soviético comenzó a usarse durante la Super Series de 1983 , cuando un titular en un titular de un periódico de Mineápolis decía "The Red Machine rolled down on us".

## Controversia
Hasta 1977, los jugadores profesionales no pudieron participar en el Campeonato del Mundo, y no fue hasta 1988 que pudieron jugar en los Juegos Olímpicos de Invierno. Sin embargo, el equipo soviético estaba poblado por jugadores aficionados que eran principalmente atletas a tiempo completo contratados como trabajadores regulares de una empresa (industria aeronáutica, trabajadores de alimentos, industria de tractores) u organización (KGB, Ejército Rojo, Fuerza Aérea Soviética) que patrocinaba lo que sería presentarse como un equipo de hockey de un club deportivo fuera de horario para sus trabajadores con el fin de mantener su condición de aficionado. En la década de 1970, varias federaciones nacionales de hockey, como Canadá, protestaron por el uso del estatus de aficionado para los jugadores de los equipos del Bloque del Este e incluso se retiraron de los Juegos de Invierno de 1972 y 1976.

## Estadísticas

### Máximos anotadores
1. Serguéi Makarov - 248 puntos
2. Aleksandr Maltsev - 213+ puntos
3. Valeri Kharlamov - 199 puntos
4. Boris Mikhailov - 180 puntos
5. Vladimir Petrov - 176 puntos

## Participaciones

### Juegos Olímpicos
| Año              | PJ                                          | G                                           | E                                           | P                                           | GF                                          | GC                                          | Entrenador                                  | Capitán                                     | Pos.                                        |
| ---------------- | ------------------------------------------- | ------------------------------------------- | ------------------------------------------- | ------------------------------------------- | ------------------------------------------- | ------------------------------------------- | ------------------------------------------- | ------------------------------------------- | ------------------------------------------- |
| 1956             | 7                                           | 7                                           | 0                                           | 0                                           | 40                                          | 9                                           | Arkady Chernyshev                           | Vsevolod Bobrov                             | Medalla de oro                              |
| 1960             | 7                                           | 4                                           | 2                                           | 1                                           | 40                                          | 23                                          | Anatoli Tarasov                             | Nikolai Sologubov                           | Medalla de bronce                           |
| 1964             | 8                                           | 8                                           | 0                                           | 0                                           | 73                                          | 11                                          | Arkady Chernyshev                           | Boris Mayorov                               | Medalla de oro                              |
| 1968             | 7                                           | 6                                           | 1                                           | 0                                           | 48                                          | 10                                          | Arkady Chernyshev                           | Boris Mayorov                               | Medalla de oro                              |
| 1972             | 5                                           | 4                                           | 0                                           | 1                                           | 33                                          | 13                                          | Arkady Chernyshev                           | Viktor Kuzkin                               | Medalla de oro                              |
| 1976             | 6                                           | 6                                           | 0                                           | 0                                           | 56                                          | 14                                          | Boris Kulagin                               | Boris Mikhailov                             | Medalla de oro                              |
| 1980             | 7                                           | 6                                           | 1                                           | 0                                           | 63                                          | 17                                          | Viktor Tikhonov                             | Boris Mikhailov                             | Medalla de plata                            |
| 1984             | 7                                           | 7                                           | 0                                           | 0                                           | 48                                          | 5                                           | Viktor Tikhonov                             | Viacheslav Fetisov                          | Medalla de oro                              |
| 1988             | 8                                           | 7                                           | 1                                           | 0                                           | 45                                          | 13                                          | Viktor Tikhonov                             | Viacheslav Fetisov                          | Medalla de oro                              |
| 1992             | Como la Comunidad de Estados Independientes | Como la Comunidad de Estados Independientes | Como la Comunidad de Estados Independientes | Como la Comunidad de Estados Independientes | Como la Comunidad de Estados Independientes | Como la Comunidad de Estados Independientes | Como la Comunidad de Estados Independientes | Como la Comunidad de Estados Independientes | Como la Comunidad de Estados Independientes |
| 1994 en adelante | Desde 1994, fue reemplazada por Rusia       | Desde 1994, fue reemplazada por Rusia       | Desde 1994, fue reemplazada por Rusia       | Desde 1994, fue reemplazada por Rusia       | Desde 1994, fue reemplazada por Rusia       | Desde 1994, fue reemplazada por Rusia       | Desde 1994, fue reemplazada por Rusia       | Desde 1994, fue reemplazada por Rusia       | Desde 1994, fue reemplazada por Rusia       |

### Campeonato del Mundo
| Año  | Pos.              |
| ---- | ----------------- |
| 1954 | Medalla de oro    |
| 1955 | Medalla de plata  |
| 1957 | Medalla de plata  |
| 1958 | Medalla de plata  |
| 1959 | Medalla de plata  |
| 1961 | Medalla de bronce |
| 1962 | Retirado          |
| 1963 | Medalla de oro    |
| 1965 | Medalla de oro    |
| 1966 | Medalla de oro    |
| 1967 | Medalla de oro    |
| 1968 | Medalla de oro    |
| 1969 | Medalla de oro    |
| 1970 | Medalla de oro    |
| 1971 | Medalla de oro    |
| 1972 | Medalla de plata  |
| 1973 | Medalla de oro    |
| 1974 | Medalla de oro    |
| 1975 | Medalla de oro    |
| 1976 | Medalla de plata  |
| 1977 | Medalla de bronce |
| 1978 | Medalla de oro    |
| 1979 | Medalla de oro    |
| 1981 | Medalla de oro    |
| 1982 | Medalla de oro    |
| 1983 | Medalla de oro    |
| 1985 | Medalla de bronce |
| 1986 | Medalla de oro    |
| 1987 | Medalla de plata  |
| 1989 | Medalla de oro    |
| 1990 | Medalla de oro    |
| 1991 | Medalla de bronce |

### Summit Series
- 1972 - Perdido contra  Canadá
- 1974 - Serie ganada contra  Canadá

### Canada Cup
- 1976 -
- 1981 -
- 1984 - Semifinales
- 1987 -
- 1991 - 5°

### Challenge Cup y Rendez-vous vs. NHL All-Stars
- 1979 -
- 1987 - Serie empatada

## Jugadores notables
| - Yevgeny Babich - Helmuts Balderis - Vsevolod Bobrov - Vyacheslav Bykov - Vitaly Davydov - Vyacheslav Fetisov - Anatoli Firsov - Valeri Kamensky | - Sergei Kapustin - Alexei Kasatonov - Valeri Kharlamov - Vladimir Krutov - Alfred Kuchevsky - Igor Larionov - Sergei Makarov - Alexander Maltsev | - Boris Mikhailov - Vladimir Petrov - Alexander Ragulin - Vyacheslav Starshinov - Vladislav Tretiak - Valeri Vasiliev - Alexander Yakushev - Yevgeni Zimin - Viktor Zinger |

## Directores técnicos
| Años      | Entrenador        | Logros            |
| --------- | ----------------- | ----------------- |
| 1953      | Anatoli Tarasov   |                   |
| 1953-1957 | Arkady Chernyshev | 1x , 2x           |
| 1958-1960 | Anatoli Tarasov   | 1x , 2x           |
| 1961-1972 | Arkady Chernyshev | 3x , 9x , 1x      |
| 1972-1974 | Vsevolod Bobrov   | 2x                |
| 1974-1977 | Boris Kulagin     | 1x , 1x , 1       |
| 1977–1991 | Viktor Tikhonov   | 2x , 1x , 8x , 2x |